# ولاکچا
ولاکچا (به صربی: Vlakča) یک منطقهٔ مسکونی در صربستان است که در ستراگاری واقع شده‌است. ولاکچا ۶۷۱ نفر جمعیت دارد.